# Houdain
Houdain (neerlandès Hosden o Hosdingen) és un municipi francès situat al departament del Pas de Calais i a la regió dels Alts de França. L'any 2007 tenia 7.613 habitants.

## Demografia

### Població
El 2007 la població de fet de Houdain era de 7.613 persones. Hi havia 2.982 famílies de les quals 796 eren unipersonals (251 homes vivint sols i 545 dones vivint soles), 876 parelles sense fills, 1.023 parelles amb fills i 287 famílies monoparentals amb fills.
La població ha evolucionat segons el següent gràfic:
Habitants censats

### Habitatges
El 2007 hi havia 3.194 habitatges, 3.032 eren l'habitatge principal de la família, 7 eren segones residències i 155 estaven desocupats. 3.027 eren cases i 156 eren apartaments. Dels 3.032 habitatges principals, 1.454 estaven ocupats pels seus propietaris, 1.429 estaven llogats i ocupats pels llogaters i 149 estaven cedits a títol gratuït; 5 tenien una cambra, 113 en tenien dues, 336 en tenien tres, 815 en tenien quatre i 1.762 en tenien cinc o més. 2.018 habitatges disposaven pel capbaix d'una plaça de pàrquing. A 1.454 habitatges hi havia un automòbil i a 969 n'hi havia dos o més.

### Piràmide de població
La piràmide de població per edats i sexe el 2009 era:
| Homes | Edats   | Dones |
| ----- | ------- | ----- |
| 0     | 95 o +  | 0     |
| 5     | 90 a 94 | 43    |
| 26    | 85 a 89 | 77    |
| 42    | 80 a 84 | 96    |
| 142   | 75 a 79 | 252   |
| 140   | 70 a 74 | 239   |
| 194   | 65 a 69 | 245   |
| 188   | 60 a 64 | 180   |
| 149   | 55 a 59 | 153   |
| 299   | 50 a 54 | 291   |
| 266   | 45 a 49 | 295   |
| 262   | 40 a 44 | 213   |
| 273   | 35 a 39 | 269   |
| 272   | 30 a 34 | 271   |
| 250   | 25 a 29 | 187   |
| 278   | 20 a 24 | 214   |
| 312   | 15 a 19 | 311   |
| 318   | 10 a 14 | 279   |
| 225   | 5 a 9   | 238   |
| 174   | 0 a 4   | 149   |

## Economia
El 2007 la població en edat de treballar era de 4.725 persones, 2.963 eren actives i 1.762 eren inactives. De les 2.963 persones actives 2.498 estaven ocupades (1.441 homes i 1.057 dones) i 465 estaven aturades (230 homes i 235 dones). De les 1.762 persones inactives 493 estaven jubilades, 467 estaven estudiant i 802 estaven classificades com a «altres inactius».

### Ingressos
El 2009 a Houdain hi havia 3.012 unitats fiscals que integraven 7.634,5 persones, la mediana anual d'ingressos fiscals per persona era de 14.111 €.

### Activitats econòmiques
Dels 159 establiments que hi havia el 2007, 1 era d'una empresa extractiva, 1 d'una empresa alimentària, 1 d'una empresa de fabricació de material elèctric, 7 d'empreses de fabricació d'altres productes industrials, 11 d'empreses de construcció, 41 d'empreses de comerç i reparació d'automòbils, 4 d'empreses de transport, 9 d'empreses d'hostatgeria i restauració, 2 d'empreses d'informació i comunicació, 10 d'empreses financeres, 9 d'empreses immobiliàries, 13 d'empreses de serveis, 31 d'entitats de l'administració pública i 19 d'empreses classificades com a «altres activitats de serveis».
Dels 38 establiments de servei als particulars que hi havia el 2009, 1 era una oficina d'administració d'Hisenda pública, 1 gendarmeria, 1 oficina de correu, 3 oficines bancàries, 1 funerària, 3 tallers de reparació d'automòbils i de material agrícola, 1 autoescola, 3 paletes, 2 guixaires pintors, 1 fusteria, 2 lampisteries, 2 electricistes, 9 perruqueries, 1 veterinari, 3 restaurants, 2 agències immobiliàries i 2 salons de bellesa.
Dels 15 establiments comercials que hi havia el 2009, 4 eren supermercats, 2 botiges de menys de 120 m², 1 una botiga de menys de 120 m², 1 una fleca, 1 una peixateria, 1 una llibreria, 1 una perfumeria i 4 floristeries.
L'any 2000 a Houdain hi havia 4 explotacions agrícoles que ocupaven un total de 316 hectàrees.

## Equipaments sanitaris i escolars
El 2009 hi havia 3 farmàcies i 2 ambulàncies.
El 2009 hi havia 3 escoles maternals i 3 escoles elementals. Houdain disposava d'un col·legi d'educació secundària amb 571 alumnes.

## Poblacions més properes
El següent diagrama mostra les poblacions més properes.